# Kidry
Kidry (ukr. Кідри) – wieś na Ukrainie w rejonie włodzimierzeckim, obwodu rówieńskiego. W okresie międzywojennym wieś należała do powiatu sarneńskiego w województwie poleskim.